# 施洛斯湖 (弗朗格爾斯堡)
54°01′05″N 13°36′02″E / 54.017994°N 13.60058°E

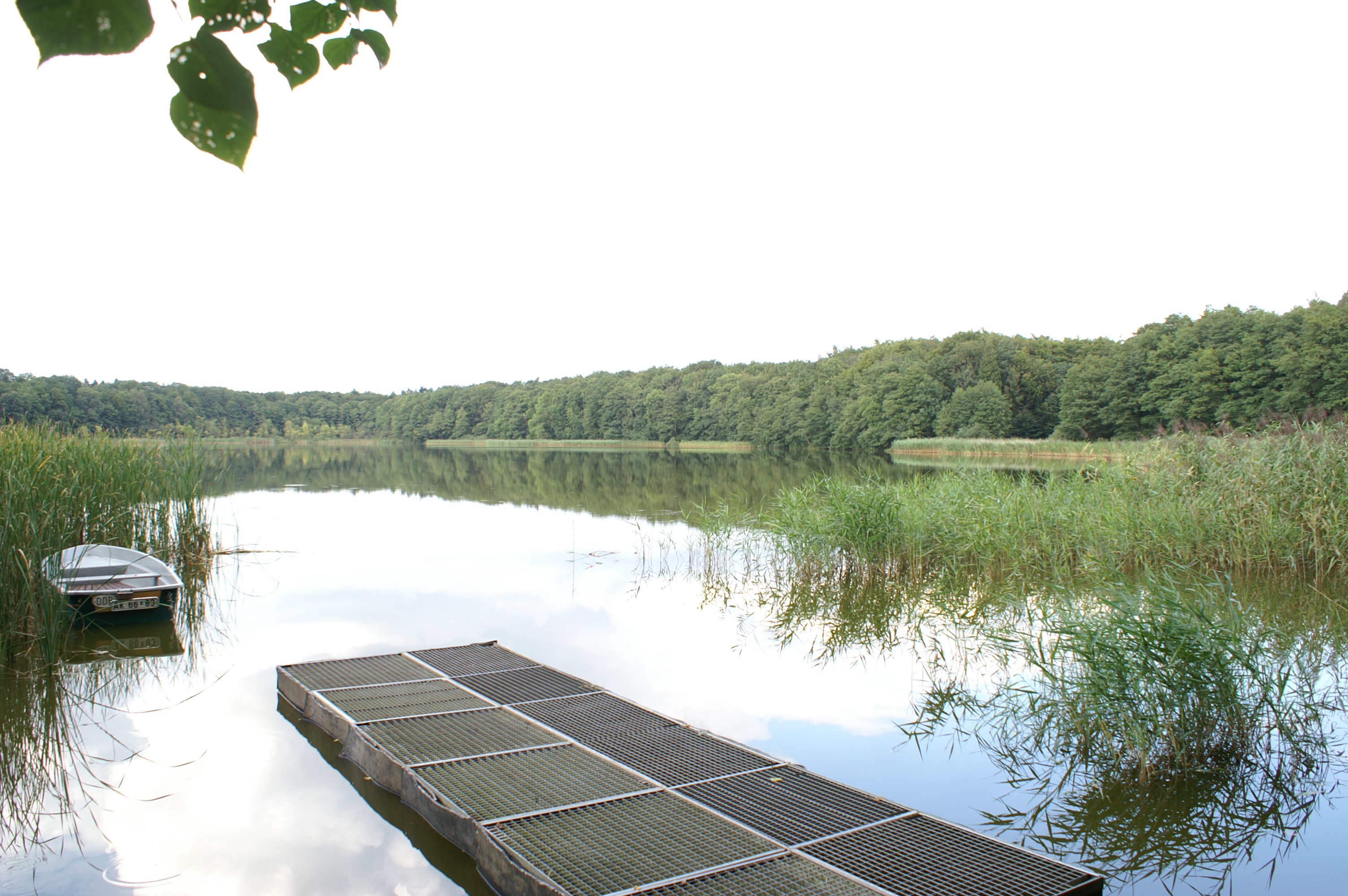

施洛斯湖（德語：Schloßsee），是德國的湖泊，位於該國東北部梅克倫堡-前波美拉尼亞州，由前波美拉尼亞-格賴夫斯瓦爾德縣負責管轄，長0.6公里、寬0.3公里，面積0.12平方公里，海拔高度30米，最大水深2.8米。